# Phasia varicolor
Phasia varicolor là một loài ruồi trong họ Tachinidae.